# Las vacaciones del amor
Las vacaciones del amor es una película de Argentina filmada en Eastmancolor dirigida por Fernando Siro sobre su propio guion escrito en colaboración con Alberto Alejandro que se estrenó el 26 de febrero de 1981 y tuvo como actores principales a Graciela Alfano, Jorge Martínez, Ulises Dumont y Elena Cruz.

## Sinopsis
Un grupo de estudiantes realiza un viaje de graduación a Bariloche y su excursión se complica cuando se descubre que la agencia de viajes los estafó.

## Reparto
Participaron en el filme los siguientes intérpretes:
- Graciela Alfano ... Graciela Bernabó
- Jorge Martínez ... Jorge Infante
- Ulises Dumont ... Cacho
- Mariano Moreno ... El riojano
- Elena Cruz ... Madre de Graciela
- Luis Rivera López
- Alejandro Lunadei
- Camilo Sesto
- Ángela Carrasco
- María Emilia
- María Eugenia
- María Laura
- Leonardo Jury
- Carlos Torres Vila
- Los del Suquía
- Aldo Guibovich
- Los Nuevos Pasteles
- Tormenta
- Miguel Gallardo
- Los Mirlos
- Rubén Carló
- Fernando Olmedo
- Oscar Ferrigno
- José María Napoleón
- Claudio Gallardou ... Alumno
- Marcela Martínez
- Gustavo Garzón
- Luis Corradi
- Berta Castelar

## Comentarios
Jorge Abel Martín en La Prensa escribió:

«Es un long play filmado que habrá de defraudar a quienes ya hayan vivido la experiencia con los anteriores títulos de la serie.»

La Razón opinó:

«Gran cabalgata musical con la salsa de una estudiantina y bellos paisajes.»